# Furgón de frenos
Un furgón de frenos (también conocido como furgón de cola) es un antiguo tipo de vehículo ferroviario, cuya función era complementar la capacidad de frenado de las locomotoras de vapor antes de la generalización del empleo de los frenos de vacío continuos en los trenes. En los primeros tiempos del ferrocarril, solo estaban equipados con frenos la locomotora y el furgón de cola. Debido a esta escasez de potencia de frenado, inicialmente tuvo que restringirse la velocidad de los trenes a 25 mph (40 km/h). El furgón de frenos se colocaba en la parte trasera del tren, de manera que si se rompía un acoplamiento, ambas partes del tren pudieran detenerse.
Cuando los trenes de mercancías se equiparon con frenos continuos, los furgones de frenos perdieron su importancia, y dejaron de utilizarse. Sin embargo, todavía se han seguido empleando en algunos ferrocarriles importantes, como Indian Railways, además de en algunos trenes históricos.

## Origen
Los ferrocarriles fueron un desarrollo formalizado de los tranvías industriales, que en ocasiones encontraron la necesidad de agregar un vehículo vacío equipado con un sistema de frenado en la parte trasera de un grupo de vagones para poder detenerlos en caso de emergencia. Esto permitió que la "locomotora" (en ocasiones, un cabrestante impulsado por una máquina de vapor en la superficie) pudiera operar con mayor seguridad y, lo que es más importante, a mayor velocidad.
Los primeros ferrocarriles, como el pionero Ferrocarril de Liverpool y Mánchester de 1830, utilizaron una versión del acoplamiento de tope y cadena procedente de los tranvías. Los vehículos se acoplaban a mano mediante un gancho y cadenas con un dispositivo similar a un tensor roscado que unía los vehículos. Los vehículos ferroviarios tienen topes, uno en cada esquina de los extremos, que se juntan y comprimen mediante el dispositivo de acoplamiento. Sin frenos continuos, todo el tren dependía de la capacidad de frenado de la locomotora, por lo que las longitudes de los trenes estaban restringidas.
Para permitir componer trenes más largos, las primeras compañías ferroviarias de la década de 1840 en adelante comenzaron a replicar las prácticas de los tranvías industriales, agregando furgones de frenado. La práctica se tomó de los tranvías industriales, en los que servían para detener el tren si se producía una rotura de algún acoplamiento. Debido a los riesgos combinados de escasez de potencia de frenado y rotura de acoplamientos, la velocidad de los trenes de mercancías se restringió inicialmente a 25 mph (40 km/h). El furgón de frenos estaba colocado en la parte trasera del tren y tenía dos propósitos:
- Proporcionaba capacidad de frenado adicional para trenes de mercancías 'no equipados' con frenos continuos.
- Disponer de un agente adicional en la parte trasera del tren (el guardafrenos), que podría tomar medidas en caso de avería o accidente.

Si bien el sistema ferroviario del Reino Unido mantuvo en servicio hasta la posnacionalización en 1948 trenes "no equipados" (con frenos discontinuos) y acoplamientos sueltos (los últimos trenes no equipados funcionaron en la década de 1990), otros sistemas, como la adopción norteamericana del acoplador Janney, superaron las mismas cuestiones de seguridad ferroviaria de manera diferente.

## El trabajo del guardafrenos

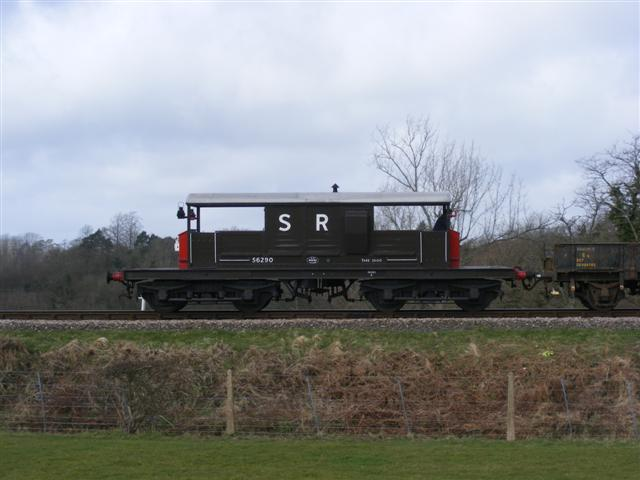
Furgón de frenos con bogies "Queen Mary" del Ferrocarril del Sur de Gran Bretaña, con los tres faroles traseros visibles

En los trenes no equipados con frenos continuos, el furgón de cola tiene varios propósitos y, por lo tanto, trabajos para el guardafrenos.
En primer lugar, y lo más importante, el guardafrenos usaría los frenos del furgón de cola para ayudar a mantener el tren bajo control cuando se descendían pendientes pronunciadas y cada vez que pudiera ver que la tripulación de la locomotora estaba tratando de reducir la velocidad del tren. El conocimiento de la ruta le permitía iniciar el frenado antes que el maquinista. Las regulaciones de señalización exigían que las señales se dejaran libres hasta que hubiera pasado la totalidad de un tren (incluido el furgón de frenos), ya que en caso contrario el guardafrenos aplicaría los frenos inmediatamente al ver una señal en peligro.
En segundo lugar, el freno manual se podía accionar parcialmente para mantener tensos los acoplamientos de tornillo entre vagones, con el fin de minimizar el riesgo de que se rompieran durante la maniobra de arranque o debido a las sacudidas de la locomotora, lo que era particularmente un problema a medida que se dispuso de máquinas más potentes. Dado que la rotura de acoplamientos en trenes no equipados al arrancar era algo bastante común, las tripulaciones de los trenes recibieron instrucciones específicas. Al arrancar un tren de carga, las reglas exigían que la tripulación de la locomotora mirara hacia el furgón de cola, esperando que el guardafrenos indicara (mediante una bandera o una lámpara) que todo el tren se estaba moviendo y que todos los acoplamientos estaban tensos, antes de acelerar a mayor velocidad.
Un trabajo posterior del guardafrenos era el mantenimiento de las luces laterales en los furgones de cola. La luz blanca era la luz trasera, mientras que las luces grises eran las luces laterales, junto con la luz trasera estándar (que muestra el color rojo en la parte trasera y a los lados) obligatoria en la parte trasera de cada tren. Las luces laterales mostraban una luz blanca hacia el frente y una luz roja hacia los lados y la parte trasera. Las luces delanteras eran una indicación para la tripulación de la locomotora de que el tren aún estaba completo, mientras que la provisión de luces rojas añadidas en la parte trasera era una medida de seguridad adicional. Debido a la posibilidad muy baja de que las tres luces estén apagadas en algún caso, se estipuló que un tren de carga que pasase sin luces en la parte trasera es que se habría partido, y que la parte trasera potencialmente se estaba escapando. Estas luces laterales se usaban en los trenes de pasajeros antes de la adopción de frenos continuos en dichos trenes.
Otro propósito de estas luces laterales era que, dado que la indicación roja la proporcionaba una pantalla que se podía quitar deslizándola desde la parte superior de la lámpara, se podía mostrar una luz blanca en la parte trasera del tren. Esto podía usarse para indicar a un tren en una línea paralela más rápida que el furgón de frenos que mostraba la luz blanca viajaba en la misma dirección pero en otra línea, sin presentar peligro de colisión. La lámpara blanca estaría en el lado más cercano a la línea de circulación más rápida y se desplegaría en vías secundarias o de velocidad reducida, allá donde las líneas de circulación más rápida fueran paralelas con no más de otra línea intermedia, o en vías de apartado junto a las vías generales. En caso de emergencia, el guardafrenos podía reclamar la atención de otro personal ferroviario al invertir estas luces laterales, de modo que las luces rojas brillaran hacia adelante con el fin de alertar a la tripulación de la locomotora o cualquier otro agente ferroviario que las viera.

## Resumen por países

### Gran Bretaña

#### Primeros tiempos

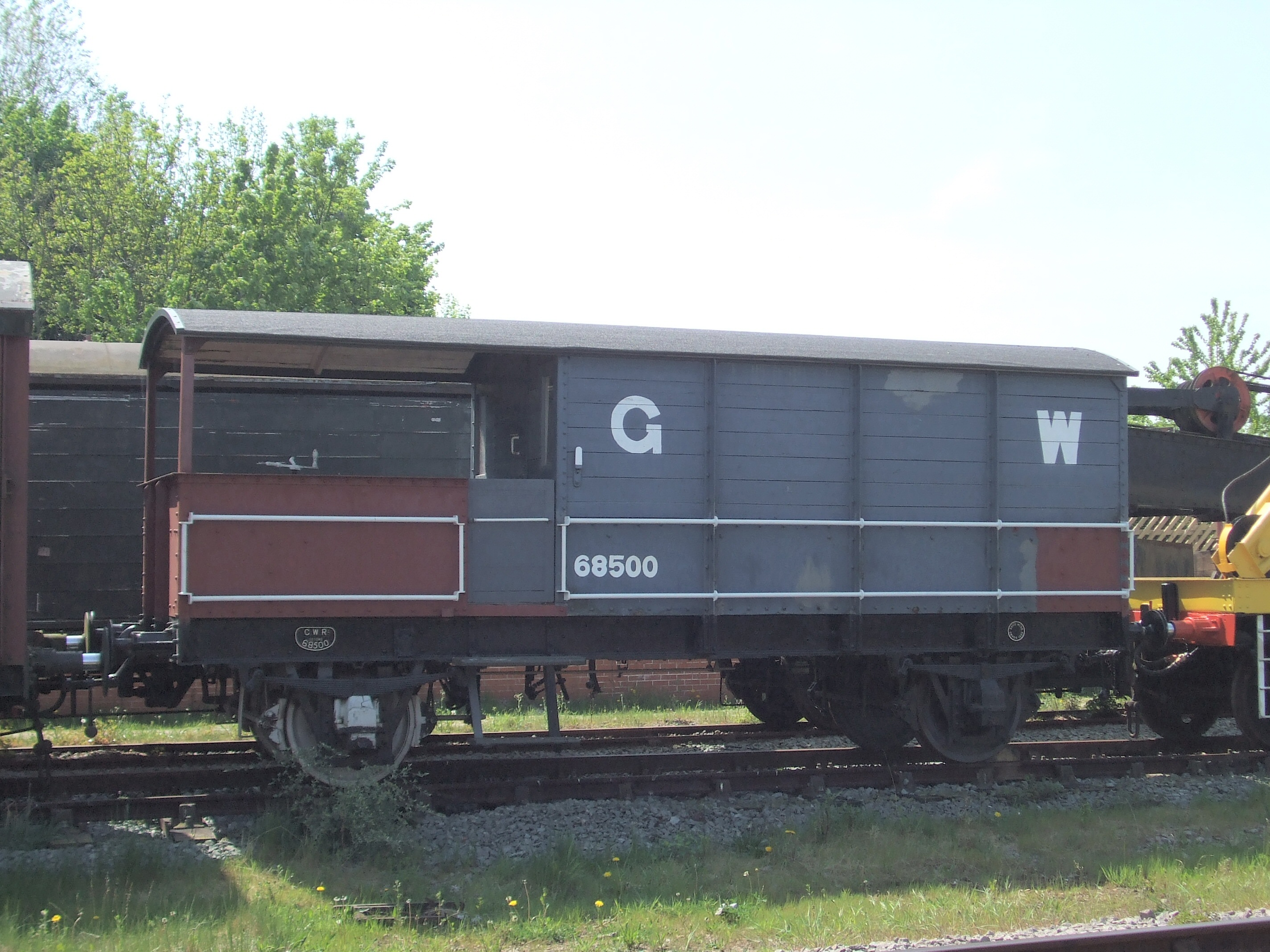
Un furgón de frenos "toad" del Great Western Railway

En Gran Bretaña, los trenes de mercancías sin un sistema de frenado continuo o carente de él en la sección trasera del tren ("no equipado" o "parcialmente equipado", respectivamente en la jerga ferroviaria del Reino Unido) todavía prevalecían en la década de 1970, pero en su mayoría serían dados de baja en la década de 1980.
Los primeros furgones de frenos eran vagones de mercancías abiertos, adaptados y muy pesados, equipados con un freno manual montado externamente que actuaba sobre sus cuatro ruedas. El término furgón de cola comenzó a adoptarse a partir de la década de 1870, cuando se añadió un cobertizo específico a estos vehículos para alojar al guardafrenos protegido de las inclemencias del tiempo. De acuerdo con la tradición, la mayoría de los furgones de frenos tenían un área abierta, pero a partir de la década de 1870 esta "veranda" se cerró en parte mediante la adición de un techo. Algunos diseños estaban cerrados por completo, pero se equiparon en cada extremo con ventanas para permitir que el guardafrenos pudiera ver el tren.
Todo el equipo operativo, en concreto los frenos y los areneros para mejorar la tracción, se ubicaron en la zona abierta del furgón de cola. Los frenos normalmente se controlaban mediante un volante montado dentro de la zona cubierta, aunque algunos de los primeros diseños continuaron con un volante montado externamente. Para mejorar la visibilidad del guardafrenos, muchos furgones estaban equipados con ventanas de vigía en el techo, pero las ventanas laterales eran las más comunes. El Ferrocarril del Noreste, el Gran Ferrocarril Central, el Ferrocarril de Londres, Brighton y de la Costa Sur y el Ferrocarril de Lancashire y Yorkshire construyeron furgones de cola con un mirador elevado en un extremo del techo.
Dos cuestiones principales están vinculadas a la potencia de frenado, el propósito fundamental del furgón de cola: su peso y su número de ruedas. Por lo tanto, muchas empresas probaron ambos enfoques para mejorar sus furgones de frenos, que a menudo disponían de una cantidad significativa de lastre, en forma de bloques de hormigón, de fundición de hierro o mediante tanques de agua integrados en su estructura, con el fin de aumentar el esfuerzo de frenado disponible.
Mientras que la mayoría de los furgones de frenos tenían dos ejes con cuatro ruedas, muchas empresas ferroviarias construían furgones de cola con tres ejes y seis ruedas. El Great Northern Railway construyó algunos vehículos de ocho ruedas para trenes de carbón muy pesados, los únicos furgones de cola de ocho ruedas construidos en el Reino Unido. En la década de 1930, el Ferrocarril de Londres, Midland y Escocés (LMS) construyó tres furgones con dos bogies a medida (cuatro ejes, ocho ruedas), para su uso en un ramal particular, donde reemplazaban a parejas de furgones de cola de cuatro ruedas. El diseño tenía cubierta toda la longitud del chasis, y disponía de dos balconcillos, uno a cada lado de una cabina equipada con dos compartimentos.
Para mejorar aún más el frenado, algunos furgones de frenos del LMS y del LNER estaban equipados con frenos de vacío además de su freno normal, que podía ser operado por el guardafrenos. Casi todos los furgones de frenos encargados por el Departamento de Guerra estaban equipados con cilindros de vacío, ya que se usaban exclusivamente en trenes de municiones. El Ferrocarril del Sur construyó algunos furgones de frenos con dos bogies sobre chasis de locomotoras eléctricas, denominados furgones de freno "Queen Mary". Diseñados para operaciones a velocidades elevadas en trenes que transportaban leche fresca y paquetería, tenían una cabina alargada que no cubría todo el chasis del doble bogie.
El equipo que se llevaba a bordo del furgón de cola (que debía ser revisado por el guardafrenos antes de la salida del tren), consistía en una pértiga de maniobra (una pértiga de madera de unos 6 pies (1,8 m) de largo con un gancho retorcido en el extremo que se usaba para unir y desunir los acoplamientos de tres eslabones y los acoplamientos instantáneos sin que el guardia tuviera que colocarse peligrosamente entre los vehículos), una palanca de freno (similar a un bate de béisbol con la punta cuadrada, se usaba para hacer palanca en los frenos de mano de los vagones colocándolo debajo de la barra del pie y aplicando presión hacia abajo), parafina para las lámparas, por lo general en una botella de leche vieja, y dos pares de clips de circuito de vía (diseñados para fijarse a los carriles, estaban conectados por un cable de más de 4 pies 8,5 pulgadas (143,5 cm) de largo; y se sujetaban a los dos carriles de una vía con circuito de vía para cortocircuitarlo, e indicar así al responsable de circulación que un tren estaba ocupando el tramo; se utilizaban en el caso de un accidente en el que hubiera quedado obstruida una vía y debían detenerse los trenes urgentemente). También verificaría que estaban operativas las luces traseras y laterales, las llenaría de combustible, ajustándolas y encendiéndolas durante la noche, en caso de neblina o de nieve, o si el tren fuese a circular por cualquier túnel en el que se requieran luces. Estos controles formaban parte de las funciones de preparación del tren por parte del guardafrenos, que también debía asegurarse de que el furgón llevara carbón y astillas para encender el fuego de la estufa, incluso en verano para el caso de que otra tripulación pudiera tener que trabajar en el fresco de la tarde o de la noche. Era común que llevaran periódicos viejos para tapar las corrientes de aire en el interior de la cabina, ya que los trenes de carga parcialmente equipados podían circular hasta a 60 millas por hora (97 km/h).
Otras características del interior del furgón de cola serían una estufa de carbón para las necesidades de calefacción y cocina del guardafrenos, encima de la que había un riel con ganchos para secar la ropa mojada. El mobiliario consistiría en asientos acolchados, con cojines a la altura de los hombros para proteger al guardia de las inevitables sacudidas del trabajo de carga. Habitualmente se mantenía en este asiento cuando el tren estaba en movimiento, a menos que fuera absolutamente necesario, y podía accionar el volante del freno desde esa posición. Este asiento acolchado estaba encima de un banco corrido que se extendía por todo el costado de un lado del furgón y la mitad del otro (el lado donde estaba la estufa). Había un segundo asiento acolchado adicional al final de este banco corrido, donde estaba colocado un pequeño escritorio para que el guardafrenos realizara cualquier trabajo escrito que fuera necesario.

#### Eliminación
En 1968, se eliminó el requisito de que los trenes de carga completamente equipados dispusieran de un furgón de cola. En ese momento, casi todas las locomotoras de vapor se habían retirado del servicio y la mayoría de las locomotoras eléctricas y diésel de los Ferrocarriles Británicos de diseño estándar que las reemplazaron tenían cabinas en ambos extremos. Por lo tanto, se dispuso que el guardafrenos viajara en la cabina de la locomotora trasera, lo que le daba una buena visión de todo el tren. En consecuencia, al no haber necesidad operativa de tantos furgones de cola, se retiraron muchos tipos. En 1985, los sindicatos ferroviarios acordaron la operación por parte de un solo hombre de algunos servicios de carga y, por primera vez en más de 150 años, los trenes operaron sin un guardafrenos a bordo. Sin embargo, los furgones de freno siguieron siendo necesarios en los trenes que transportaban productos químicos peligrosos hasta finales de la década de 1990.

#### Presente
El requisito de usar furgones de freno en los trenes en Gran Bretaña se eliminó formalmente en 2021 con los cambios en las reglas formales para la operación de trenes de carga (documentación coloquialmente conocida como las 'Páginas blancas').
En los años inmediatamente anteriores, la Inspección de Ferrocarriles del Reino Unido o Network Rail solo consideraban necesarios los furgones de cola en determinados casos especiales, por ejemplo, en trenes con cargas inusuales o trenes de mantenimiento de vías, o cuando se utilizaba algunas de las pocas locomotoras de cabina simple, como la British Rail Clase 20.
El equivalente más cercano a un furgón de cola que todavía se utiliza en los principales ferrocarriles británicos es el furgón de cola de conducción (DVT), que se utiliza en trenes arrastrados por una locomotora en cabeza para controlarla desde el otro extremo del tren en una configuración push-pull, eliminando la necesidad de que la máquina deba desplazarse de cabeza a cola para cambiar de sentido en las estaciones terminales. Aunque el DVT tiene su propia capacidad de frenado, el propósito principal del vehículo es permitir que el tren sea conducido desde el extremo opuesto al de la locomotora, así como proporcionar alojamiento para equipajes voluminosos.
Los furgones de freno son comunes en muchos trenes históricos. En ocasiones, varios furgones de freno se acoplarán en lo que se conoce como un "furgón de freno especial", para que los pasajeros puedan viajar en él.

### Australia
En Australia, los furgones de cola también se usaban a menudo para transportar paquetes y carga liviana, y generalmente tenían compartimentos grandes y puertas de carga para dichos artículos. Algunos de los furgones más grandes también incluían un compartimento de pasajeros, que permitía que los servicios de mercancías admitiesen algunos viajeros, o que también servía para alojar a los ganaderos que transportaban sus reses en el mismo tren.

#### Ferrocarriles para la caña de azúcar
Los ferrocarriles para el transporte de caña de azúcar que operan en Queensland a veces disponen de furgones de frenos controlados por radio, dado que los vagones de estos trenes no están equipados con sistemas de frenado continuos.

### India

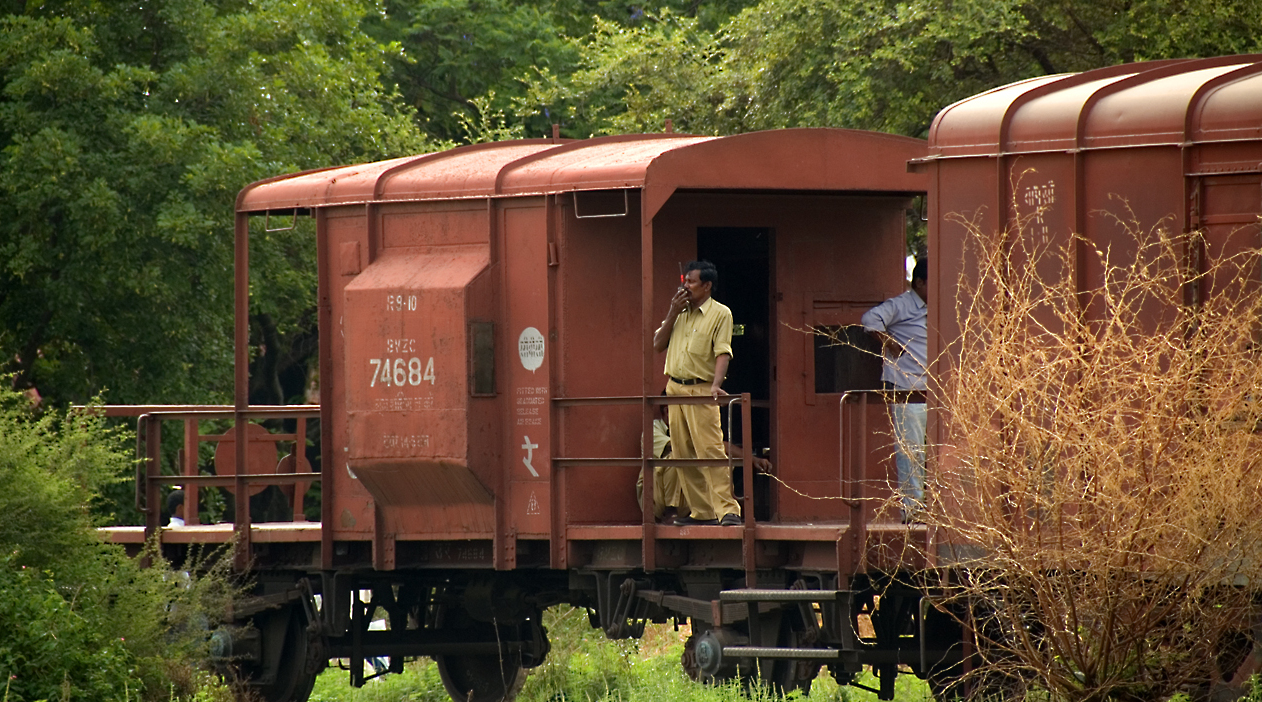
Furgón de frenos de mercancías con cuatro ruedas de la India (BVZC)

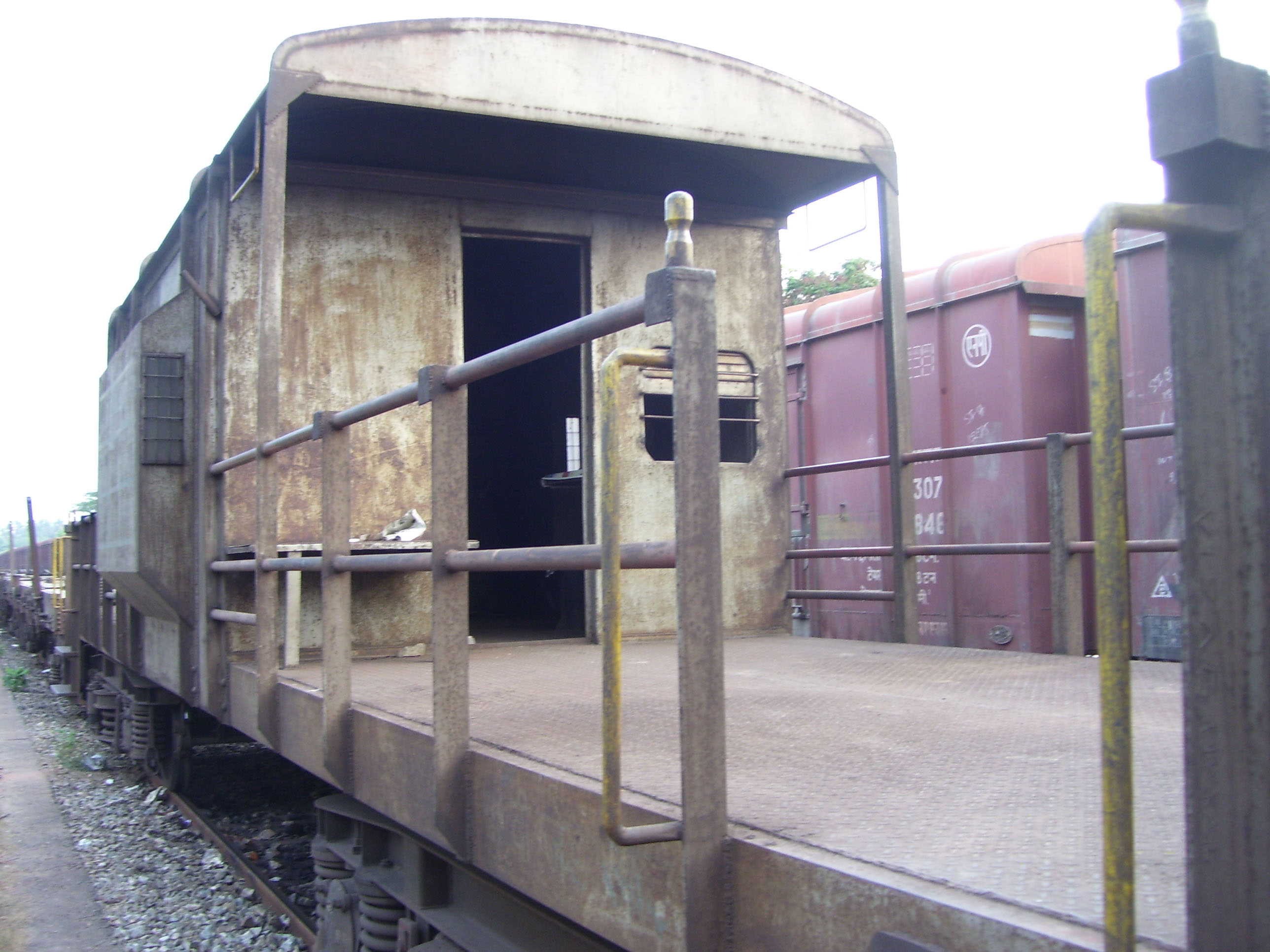
Furgón de frenos de mercancías indio con ocho ruedas (BVZI)

En los Ferrocarriles Indios se han seguido empleando de forma generalizada furgones de cola en los trenes de mercancías e incluso en algunos trenes de pasajeros.
El furgón de cola en los trenes de pasajeros (generalmente el primer y el último vagón del tren) son parte de un coche de viajeros especial, dispone de una cabina cerrada con dos pequeños asientos enfrentados, uno de los cuales tiene un escritorio para que el guardafrenos pueda redactar informes en el tren (el asiento opuesto es de repuesto). La cabina también tiene un pequeño baño. Una característica especial del furgón de cola de pasajeros es un pequeño compartimento con jaulas para perros, donde los pasajeros pueden llevar a sus mascotas con ellos mientras viajan en el mismo tren en un vagón diferente. El guardafrenos generalmente sigue siendo responsable del agua y de la comida de las mascotas mientras el tren está en movimiento. El furgón de cola también contiene una pequeña cama, una caja de iluminación de emergencia del tren y un soporte para sostener la lámpara de señalización durante la noche. El manómetro de vacío o presión de aire está alojado frente al asiento del guardafrenos, con una palanca para accionarlo en caso de emergencia. El freno de estacionamiento se puede utilizar en caso de emergencia extrema. El resto del espacio del vagón está dedicado al transporte de paquetes y mercancías pequeñas. También puede disponer de asientos para personas de movilidad reducida y para alojar sillas de ruedas.
El vagón de cola de mercancías es menos atractivo, generalmente es el último vehículo del tren, está abierto por ambos lados y no necesariamente tiene iluminación interior, aunque alberga un pequeño inodoro para los guardafrenos, debido a sus largos horarios de vigilancia en los trenes de mercancías. Estos furgones son menos seguros y disponen de menos comodidades que los de los trenes de pasajeros. Recientemente se introdujeron furgones de freno de ocho ruedas para hacer mejorar las condiciones de trabajo de los guardafrenos.

### Estados Unidos

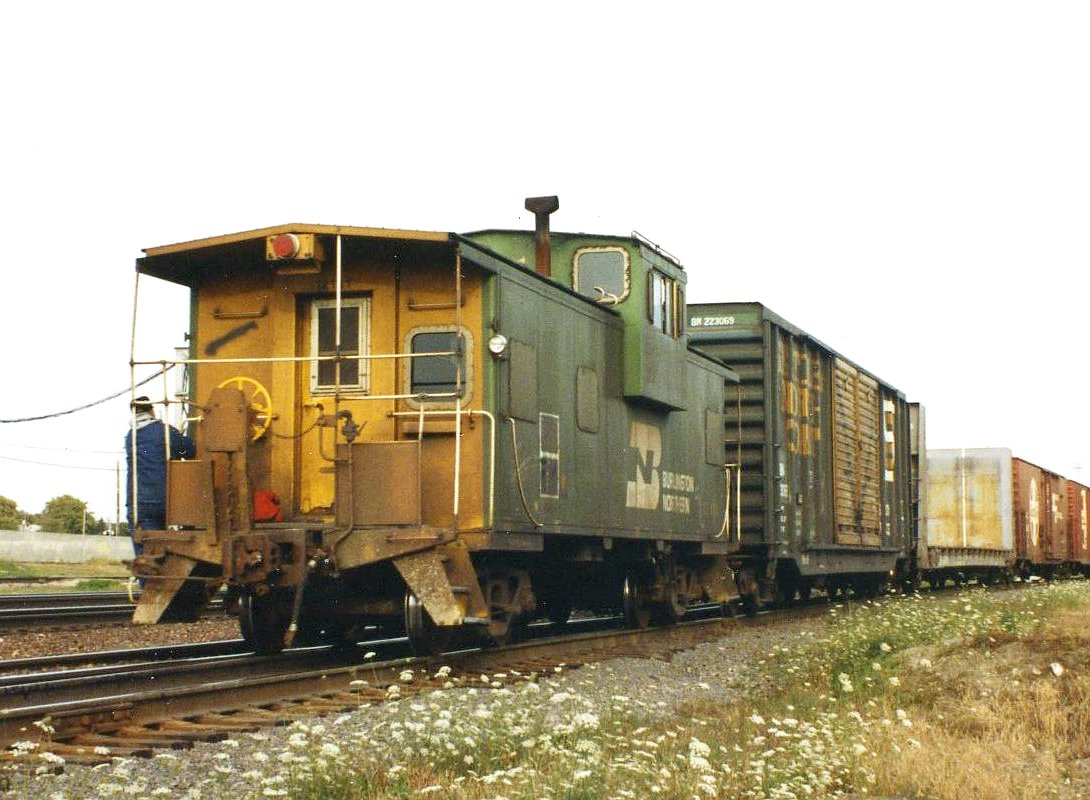
Caboose del Ferrocarril de Burlington del Norte (1993)

#### Funciones
Los furgones de cola también servían como alojamiento y punto de suministros para el personal que acompañaba a los trenes de mercancías, y además desempeñaban la función de almacén de herramientas y repuestos (como por ejemplo, los cojinetes de los ejes de los vagones, que se podían sustituir cuando se detectaba que se habían sobrecalentado durante la marcha).
Dado que en los EE. UU. el control de trenes en muchas líneas ferroviarias se basaba exclusivamente en el horario, el furgón de cola era el lugar de trabajo del responsable de la circulación, que supervisaba con su cronómetro la velocidad del tren, los kilómetros de la ruta y el horario y, si era necesario, lanzaba bengalas con un tiempo de encendido definido como señales para avisar de una parada inesperada al tren siguiente, que todavía estaba en marcha. Si su propio tren se detenía, el guardafrenos tenía que correr hacia el siguiente tren para darle aviso lo antes posible. Para mejorar la visibilidad de las bengalas lanzadas y acortar el tiempo necesario para que el agente interceptase el tren siguiente, en los EE. UU. el furgón, a diferencia de lo que sucedía en algunos países de Europa, siempre se colocaba en cola (al final del tren).
Las estaciones con vías de apartado para el cruce de los trenes, a menudo no tenían personal, especialmente en el oeste de los Estados Unidos, y los aparatos de vía debían ser operados localmente. Por este motivo, se necesitaba personal tanto en la cabecera como en el final del tren para poder despejar la vía principal lo más rápido posible, y así cumplir los horarios y minimizar el riesgo relacionado con las maniobras de entrada y salida a la vía general.

#### Denominaciones
El término inglés utilizado para denominar al furgón de cola, "caboose", probablemente proviene de la palabra neerlandesa-escandinava "kabhuis" (cambusa), el habitáculo de los barcos de vela. El término pudo llegar al inglés a través del francés "cambose" o del afrikáans "kombuis", por asociación del cobertizo de protección utilizado contra la intemperie en los barcos, con las primitivas casetas instaladas sobre vagones plataforma para alojar a los guardafrenos.

#### Desarrollo
Al principio, el guardafrenos estaba situado en un vagón de mercancías abierto. Se dice que Nat Williams, agente de la Línea Auburn & Syracuse (en el estado de New York) en 1840 instaló en un vagón vacío una caja como silla y un barril como escritorio. Antes de la invención de los frenos neumáticos continuos, un vagón (convenientemente lastrado) situado al final del tren tenía que hacerse cargo del frenado, o bien cada vagón era frenado individualmente por un guardafrenos que recorría el tren (o en casos excepcionales, por varios guardafrenos).
Se sabe que T. B. Watson, agente del Ferrocarril de Chicago y del Noroeste, alrededor de 1863 usó un vagón de carga defectuoso con el techo roto para, de pie o sentado sobre una pila de mercancías y mirando a través de un agujero en el techo, controlar el tren. Más adelante, se instalaron "cúpulas" o "cabinas de piloto" como superestructuras situadas sobre vagones de mercancías de madera utilizados como furgones de cola. Las luces de los extremos del tren estaban unidas al último vagón, por lo que este vehículo literalmente formaba el final del tren (es decir, su cola).
Para mejorar la visión del guardafrenos, posteriormente se instalaron ventanas abombadas o estructuras en voladizo sobre algunos furgones. Dado que los vagones de carga más grandes ya no permitían una visión general desde el techo y también existía el problema de las dimensiones de los túneles, la estructura central del techo fue reemplazada por ventanas panorámicas laterales en algunas líneas (como la de Akron, Canton y Youngstown) a partir de 1923. Para distancias cortas, los vagones con un área abierta adicional se han usado (y se usan), así como en las operaciones de composición y clasificación de trenes de carga.
Permanecer en los furgones (inicialmente de dos ejes) no estaba exento de peligro, especialmente durante las maniobras de frenado y en vías irregulares. Las estufas de carbón estaban atornilladas al piso, las puertas antifuego tenían pestillos dobles, y la cocina tenía soportes para sujetar firmemente las sartenes y ollas sobre el fuego. Inicialmente poco más que un cobertizo de madera, pronto se agregaron áreas para sentarse y descansar, escritorios e instalaciones para cocinar, calefacción y un aseo. La iluminación eléctrica (desde 1954, en el Ferrocarril del Pacífico Sur), la calefacción, los frenos neumáticos del tren, el aire acondicionado y la radio o el teléfono solo se agregaron más tarde.
En los coches de guardafrenos de épocas posteriores se dio gran importancia a la seguridad laboral. Los pasamanos interiores se extendían a todo lo largo del furgón, y las esquinas redondeadas reducían las lesiones. Las escaleras exteriores y los generosos pasamanos en plataformas y escaleras facilitaron las maniobras.
Con la introducción del sistema de frenos neumáticos continuos, a partir de las décadas de 1970 y de 1980 el furgón se redujo cada vez más a su condición de alojamiento de personal, de almacén, de taller y de oficina. Un EOTD (End Of Train Device o Dispositivo de fin de tren) o FRED (Flashing Rear-End Device, o Dispositivo trasero destelleante) asume el control técnico del sistema de frenado al final del tren, mientras que el maquinista y su ayudante están acomodados en la locomotora. Sucesivos avances en la tecnología ferroviaria permitieron que el estado de los rodamientos de los ejes pasase a controlarse parcialmente de forma automática desde la vía férrea, y que se eliminaran las laboriosas maniobras del guardafrenos en el furgón de cola, bastando con un mínimo de personal para operar un tren. El primer FRED fue introducido en 1973 por el Ferrocarril de la Costa Este de Florida.
Una conexión de datos a la consola HOT de la locomotora hace posible en primer lugar las pruebas de freno obligatorias en la operación de un solo hombre, y al igual que anteriormente el caboose, asume las tareas de iluminación. Antes de la generalización del uso de instalaciones eléctricas en los trenes, la batería necesaria para la iluminación se sustituyó por un generador accionado por el aire comprimido del sistema de frenos. Un enlace de radio bidireccional permite al maquinista activar los frenos desde el final del tren si es necesario.
Si bien alrededor de 1925 todavía había alrededor de 34.000 furgones de guardafrenos en las vías de los EE. UU., hoy en día se han vuelto raros. Suelen pintarse con colores llamativos o con los colores de la compañía ferroviaria, y normalmente solo se utilizan como furgones de cola para trenes especiales, ramales con muchos desvíos, en las operaciones de estaciones y en las obras de vía, aunque se han seguido empleando en empresas con pequeñas flotas propias de vagones.
Si bien se pueden encontrar numerosos furgones de cola ubicados en museos ferroviarios, otros se han convertido en oficinas de turismo, restaurantes o moteles. Solo el Museo del Ferrocarril de Illinois tiene 19 vagones de este tipo; y el Museo del Ferrocarril del Pacífico Occidental en Portola (California) tiene 17. También se han mantenido en servicio regular en el Ferrocarril Chihuahua al Pacífico, en la ruta entre Chihuahua y Los Mochis en México.

#### Trenes militares aliados en Alemania

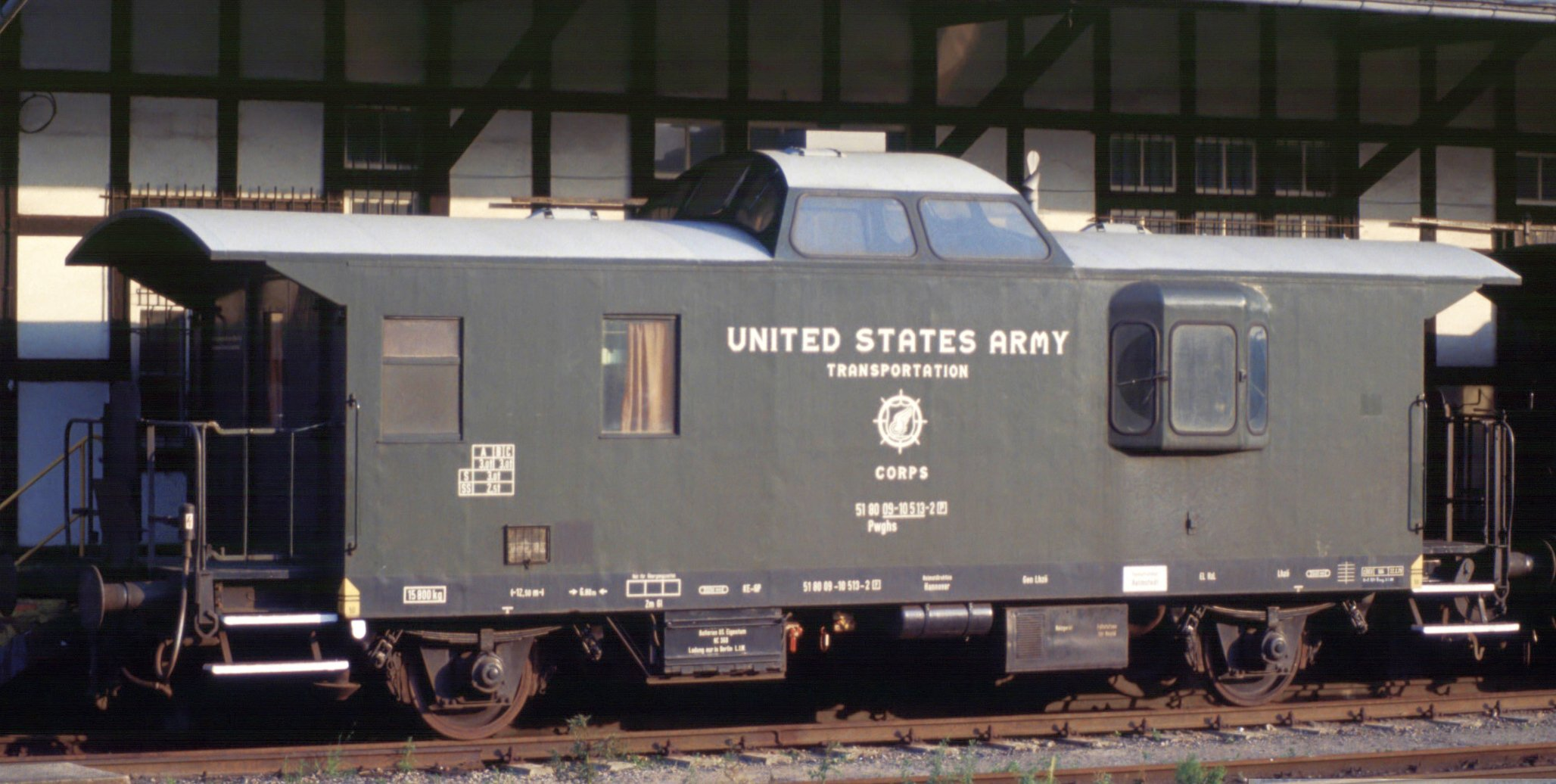
Furgón de cola para trenes militares estadounidenses en Berlín-Lichterfelde Oeste, 1980

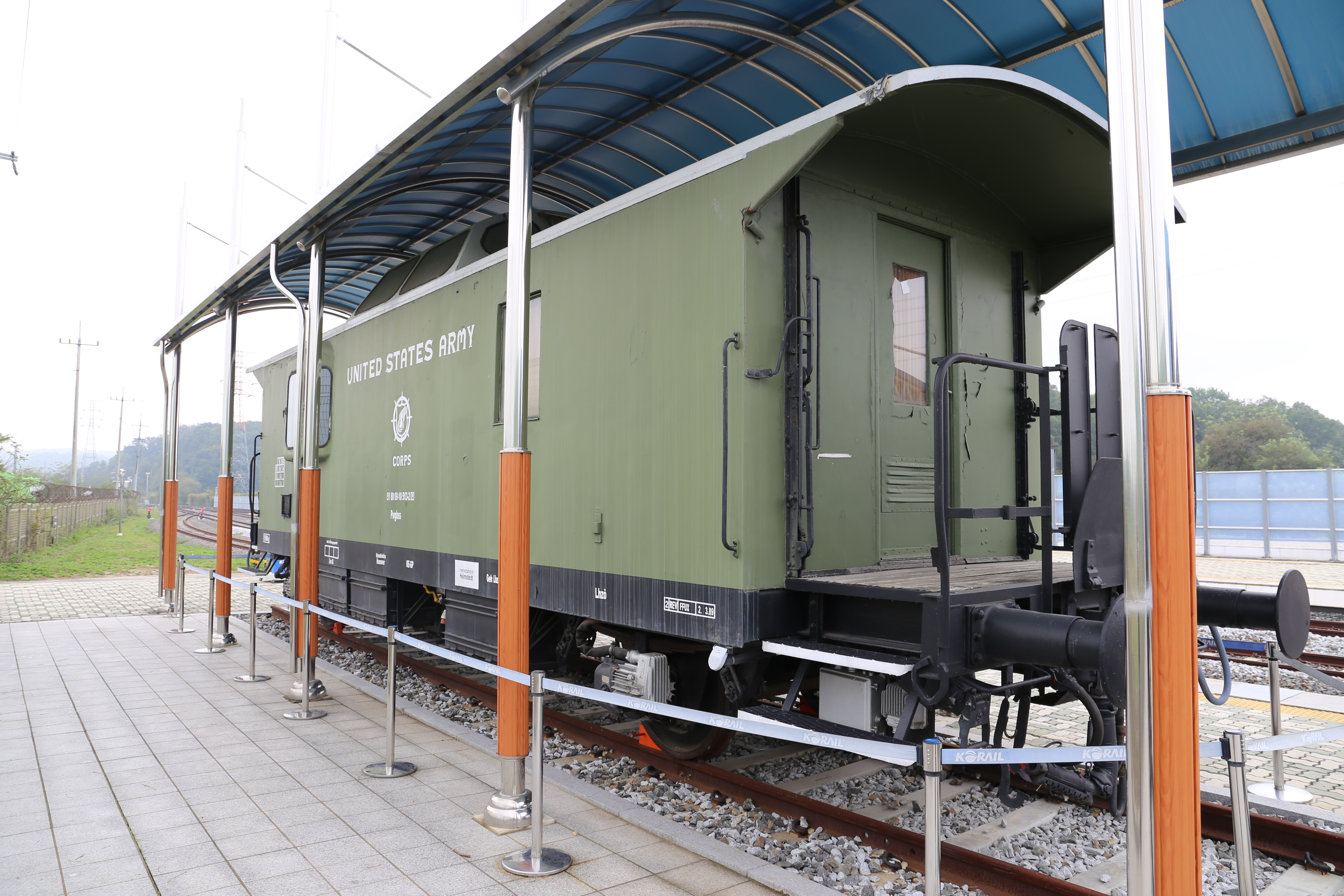
Furgón de cola militar estadounidense en exhibición en la estación de tren de Dorasan, en Corea del Sur

Durante la época de ocupación que siguió al final de la Segunda Guerra Mundial, con el fin de realizar los transportes militares entre Berlín Occidental y las bases norteamericanas en Alemania, en 1964 se encargó a la Fábrica de Vagones Hermanos Credé de Kassel que construyera tres furgones de cola con ventanas laterales y una claraboya de observación en el techo, para añadirlos como último vagón de los trenes de transporte. Los furgones estaban registrados a nombre del Deutsche Bundesbahn, y tenían su base en Helmstedt. Después del cierre de la Oficina de Transporte Ferroviario de Lichterfelde Oeste en 1993, uno de los furgones se estacionó en Münster hasta finales de 1999, antes de que lo comprara la asociación Allied in Berlin e.V. de Tegel. El segundo de ellos se llevó al Museo del Transporte del Ejército de Estados Unidos situado en Fort Eustis, cerca de Newport News en Virginia (EE. UU.) en 1994; y el tercero estuvo en exhibición en Helmstedt desde 1994 y ha sido prestado por el museo de la ciudad para ser exhibido en la estación surcoreana de Dorasan, en la zona desmilitarizada.
Por su parte, las Fuerzas Francesas de Ocupación en Alemania (FFA), también utilizaron dos furgones de cola idénticos para completar los trenes que operaban en el entorno de Berlín. Forman parte del inventario del Museo alemán de locomotoras de vapor y maquetas de trenes de Tuttlingen, en Baden-Wurtemberg.

## Furgón de cola para pasajeros

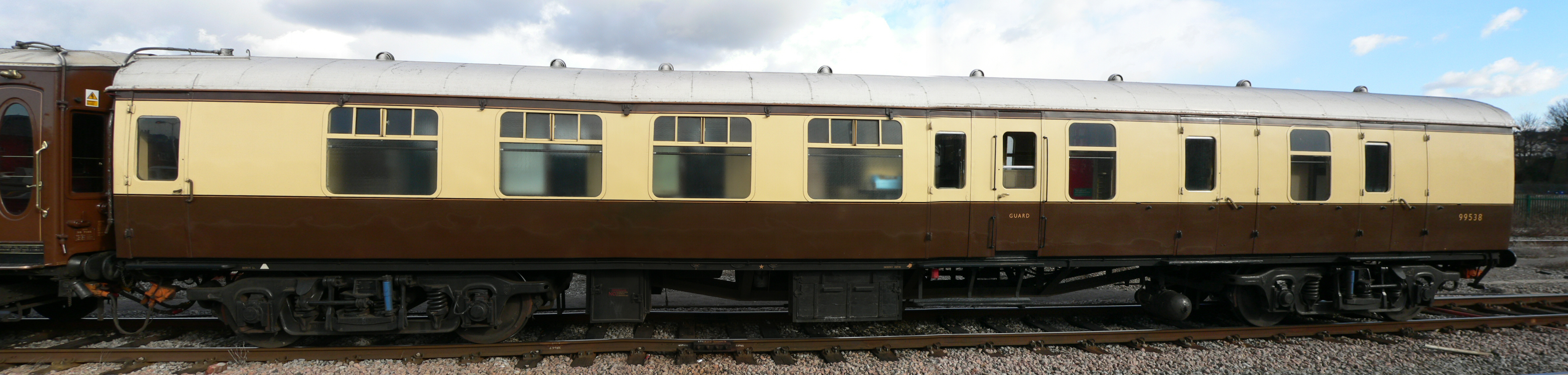
Furgón British Rail Mark 1, vehículo con compartimento de pasajeros (izquierda) y área de frenos/equipaje (derecha)

Un furgón de cola para pasajeros era un coche combinado diseñado originalmente para cumplir el mismo propósito que un furgón de cola de mercancías, pero, cuando los frenos continuos se convirtieron en estándar en los trenes de pasajeros, su uso cambió. Estos furgones disponen de un equipo para la accionar los frenos continuos en caso de emergencia, que suele estar instalado junto al freno de mano empleado cuando el tren está estacionado sin una locomotora presente. El vehículo también proporciona un compartimento para el guardafrenos, un compartimento para equipaje y, en ocasiones, también disponía de alojamiento para pasajeros.

### Furgones de apoyo
En el Reino Unido, los furgones de freno para trenes de pasajeros del tipo British Railways Mark 1 han sido transformados en algunos casos para emplearse con antiguas locomotoras de vapor preservadas.